# フィーダー (チャット)
フィーダー (Feeder) は2010年にサービスを開始した運営者「CP」およびfeeder運営事務局によるチャットレンタルサービスである。

## 仕様
各ルームは、PC版（ページ）、スマホ版、に分かれている。
ルームの作成時に、公開／非公開が設定でき、公開されているルームには誰でも参加することができる。非公開のルームに入室するにはパスワードが必要である。
作成したルームには、設定したIDが「http://www1.x-feeder.info/」または「http://www2.x-feeder.info/」のサブディレクトリになっているURLが配分される。各ルームの設定は、作成時に設定した管理用パスワードの掛かった設定変更ページから編集できる。
また、100日間以上投稿の無いルームは自動的に削除される。
ルームにメールアドレスを登録することで管理者がパスワードの初期化やルームの削除を行える。
利用者はユーザー名を設定できるほか、アイコンとなる「アバター」画像を設定できる。
ルーム内ではメモ帳となる「自由帳」機能をはじめ、生放送やミニゲーム機能が存在する。

## 年表
- 2010年（平成22年）
  - 9月12日 α版サービス開始
  - 10月3日 共有カレンダー設置
  - 11月28日 β版サービス開始
- 2011年（平成23年）
  - 1月5日 同時接続者数100人突破
  - 2月6日 シンプルモード実装
  - 7月23日 同時接続者数500人突破
  - 7月25日 投稿400万件突破
  - 8月25日 投稿500万件突破
  - 12月31日 ミニゲーム（入れ替えパズル）実装
- 2012年（平成24年）
  - 5月7日 音声投稿機能実装（Google Chrome限定）
  - 6月7日 投稿2,000万件突破
  - 8月5日 英語に対応
  - 10月8日 アバター自由登録機能実装
  - 10月30日 「Feeder Navi」サービス開始
  - 11月2日 ミニゲーム（Feeder Wars）追加
- 2013年（平成25年）
  - 4月9日 ルーム数4,000室突破
  - 5月26日 投稿6,000万件突破
- 2014年（平成26年）
  - 1月26日 同時接続者数3,000人突破
  - 3月9日 無視機能追加
  - 3月13日 投稿１億件突破
  - 3月16日 ルーム数7,000室突破
  - 10月5日 同時接続者数4,000人突破
  - 10月28日 投稿１億5,000万件突破
  - 12月18日 投稿１億6,000万件突破
- 2015年（平成27年）
  - 2月9日 投稿１億7,000万件突破
  - 3月21日 Feederプレミアム版サービス開始（Paypal支払いのみ）
  - 7月20日 ミニゲーム（入れ替えパズル）のIOSアプリが配信
  - 8月21日 プレミアム版、プリペイド払いに対応
  - 9月18日 投稿１億9,000万件突破
  - 11月23日 投稿２億件突破
- 2016年（平成28年）
  - 3月13日 投稿２億2,000万件突破
  - 3月16日 プレミアム版、提供ルーム数200室を突破
  - 5月23日 プレミアム版、提供ルーム数300室を突破
  - 8月29日 投稿２億3,000万件突破
  - 10月1日 Feederアカウント、受付開始
  - 10月31日 プレミアム版、プリペイド方式での受付終了
  - 11月21日 投稿２億5,000万件突破
  - 11月30日 プレミアム版、月額課金方式での受付終了
- 2017年（平成29年）
  - 1月1日 Feederアカウント、サービス開始
  - 1月17日 投稿２億6,000万件突破
  - 3月15日 投稿２億7,000万件突破
  - 7月5日 Feederアカウント、登録数10,000件突破
  - 7月30日 Feederアカウント、有料サービス改定
  - 9月28日 投稿２億8,000万件突破
  - 10月1日 都道府県別の公式ルーム設置
- 2018年（平成30年）
  - 8月31日 Feederアカウント、サービス終了
  - 9月1日 プレミアム版、料金改定（引き下げ）
  - 10月18日 投稿２億9,000万件突破
- 2019年（平成31年/令和元年）
  - 2月16日 プレミアム版、LINE Pay支払いに対応
  - 4月1日 プレミアム版、利用料金改定
- 2020年（令和２年）
  - 3月31日 Feederプレミアム版サービス終了
  - 5月16日 ルーム数5,000室突破
  - 5月22日 生放送機能がスマートフォンに対応
  - 6月3日 投稿２億9,000万件突破
  - 9月12日 サービス開始10周年
  - 12月31日 Adobe Flash製のミニゲーム・Feeder Naviサービス終了
- 2022年（令和４年）
  - 4月24日 投稿者制限機能実装
  - 8月11日 ルーム数6,000室突破
- 2023年（令和５年）
  - 5月27日 ミニゲーム（おちものパズル復刻版）追加
  - 8月31日 ミニゲーム（いれかえパズル復刻版）追加
- 2024年（令和６年）
  - 2月23日 アバター登録数500件拡張
  - 2月27日 生放送の配信中、カメラのアイコン表示機能実装
  - 10月6日 スマートフォン版の新ページが正式リリース。
  - 11月16日 Feederアカウントのβ版がリリース。

## 用語
Feeder
チャットのレンタルサービスであるフィーダーの各ルームのこと。公式サイトにおいて「ルーム」とする表現も見受けられる。なお、本記事ではこの事柄を指す場合、本記事名でもある「フィーダー」との混同を避けるため、「Feeder」は用いず、「ルーム」を用いる。
Feeder八分、真・Feeder八分
各ルームで、特定ユーザのアクセスを禁止できる機能。

## フィーダープレミアム
- 第１期（2015年～2016年）

2015年3月21日から利用可能になったサービス。別途料金を支払うことによって使用可能となる。

月額利用料は432円（サービス開始当初）で、各種機能が提供された。
- 主な機能（無料版→プレミアム版）
  - 広告（表示→非表示）
  - アバター登録上限（10→300件）
  - 画像投稿数上限（100→5,000件）
  - 画像保護数上限（20→2,500件）
  - ファイル投稿数上限（10→200件）
  - ファイル保護数上限（2→100件）
  - アップロードファイルサイズ上限（10MB→100MB）
  - 自由帳作成数上限（10→1,000件）
  - 30日無投稿によるルーム削除（あり→なし）

他に、投稿検索機能やチャットの背景設定などの機能を有料で提供していた。

当初はPaypal支払いのみに対応していたが、2015年８月より銀行振込などで購入するプリペイド方式に対応した。

2016年12月31日サービス終了（ただし、利用期間が残っているルームでは引き続き利用可能）

運営は問題点として、利用料負担が管理人に集中したことや無料版ルームの利便性が低下したことを挙げている。
- 第２期（2018年～2020年）

2018年9月1日より、Feederアカウント（有料）に代わってサービス開始。
月額利用料はシルバー版が月額380円、ゴールド版が月額570円（2018年9月の料金引下げ後）
- 主な機能（無料版→プレミアム版）
  - 広告（表示→非表示）※シルバー版は一部非表示
  - アバター登録上限（10→300件）
  - 画像同時投稿数（２→５個）
  - アップロードファイルサイズ（10MB→100MB）
  - 自由帳入力文字数（1,000→5,000文字）
  - 投稿検索（過去１週間→無制限）
  - 過去ログ閲覧制限（10,000件→無制限）

その他、100日間無投稿でもルームが削除されないルーム保全サービスなどを提供。

2018年9月1日、料金改定によって価格を引下げ。

2019年4月1日、ゴールド版とシルバー版を統合。以降月額税込300円でゴールド機能が利用可能になった。

2020年3月31日サービス終了。

## アカウント
2017年1月1日、フィーダープレミアム版に代わってサービス開始。

プレミアム版とは違い、個人課金制のサービスであった。（ただし、アカウント作成は無料）

月額利用料は380円（サービス開始当初）で、各種機能が提供された

- 主な機能（ゲスト利用→アカウント利用）
  - 広告（表示→非表示）
  - 画像同時投稿数（２→５個）
  - アップロードファイルサイズ（10MB→100MB）
  - 自由帳入力文字数（1,000→5,000文字）
  - 投稿検索（過去１週間→無制限）
  - 過去ログ閲覧制限（10,000件→無制限）

他に、無視機能やマイポータルの利用、会話ログのCSV出力サービスが提供された。
1. ↑  Feeder | 無料チャット フィーダー
2. ↑  https://www.x-feeder.info/premium.php%5B%5D

- チャット